# Mas Clarà
El Mas Clarà és una masia protegida com a bé cultural d'interès local dins del petit nucli de Saldet, a l'extrem nord-est del terme municipal de Ventalló al qual pertany. El mas presenta la façana principal a la carretera GIV-6302, que passa pel mig de la població, en direcció a Sant Pere Pescador.

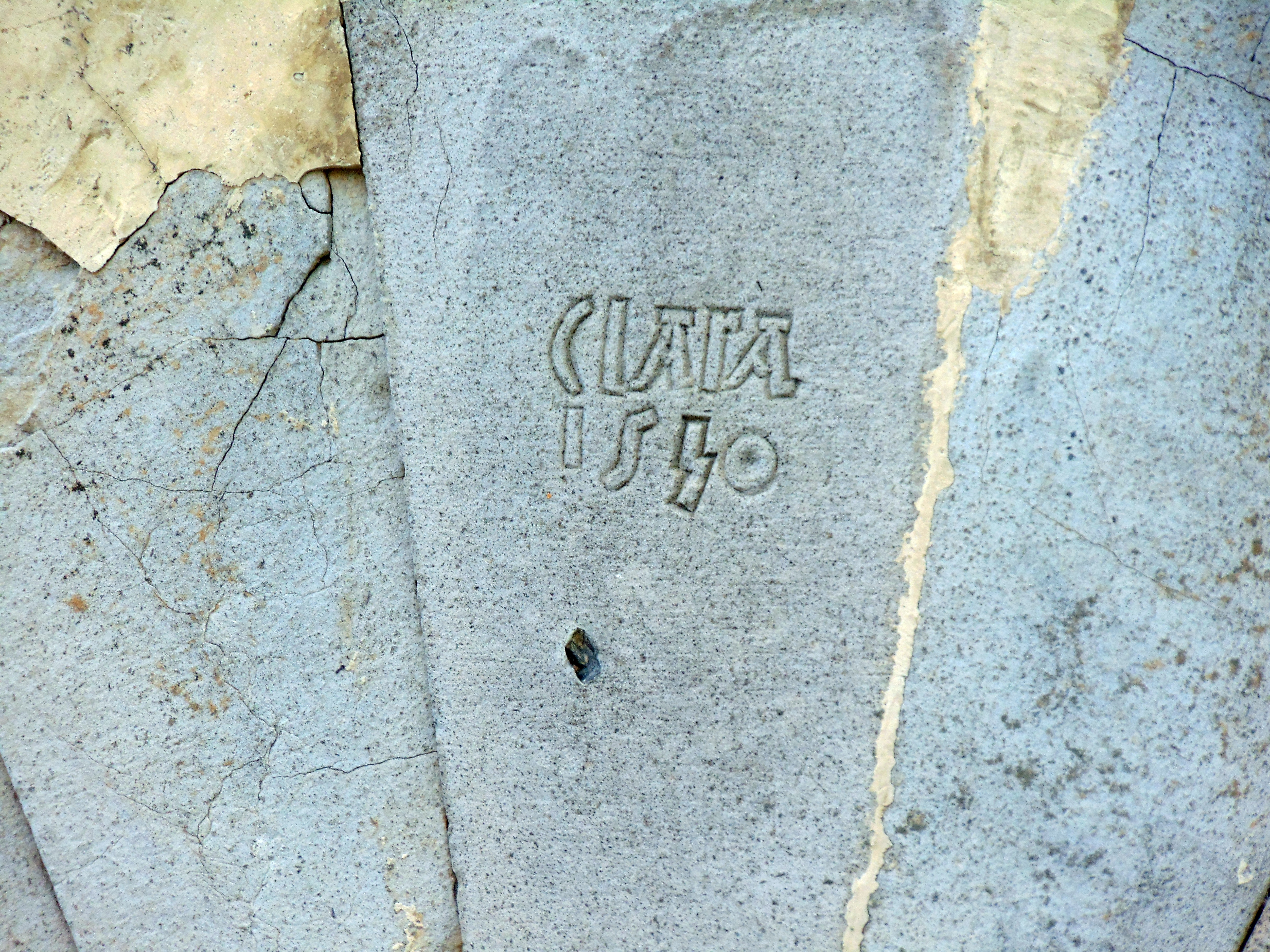
Inscripció a la porta

Es tracta d'una masia entre mitgeres de planta rectangular, formada per dos cossos adossats i distribuïda en planta baixa i pis. L'edifici principal, format per dues crugies perpendiculars a la façana, presenta la coberta de teula de dues vessants, mentre que el cos adossat a llevant és d'un sol aiguavés. A la part posterior d'ambdós edificis hi ha una terrassa quadrada al nivell del primer pis. La façana principal presenta un portal d'accés d'arc de mig punt, bastit amb grans dovelles de pedra. A la clau hi ha el nom de la casa, CLARA, i la data de construcció, 1540. Damunt seu hi ha dues finestres rectangulars, emmarcades amb carreus de pedra, amb els ampits motllurats i guardapols. A l'altre extrem de la façana hi ha una senzilla finestra amb permòdols i un balcó exempt. La façana està bastida amb carreus de pedra ben escairats, a la crugia central de la construcció. En canvi, als laterals, el parament és de pedra sense desbastar i fragments de maons, lligat amb morter de calç. Ambdues construccions presenten el basament atalussat. En la dovella que forma la clau de l'arc del portal d'accés del Mas Clarà es conserva la inscripció "Clara 1540". Segons Badia, es tracta d'una de les inscripcions més antigues trobades a les masies de la comarca.